# Карате кид 2
„Карате кид 2“ (на английски: The Karate Kid Part II) е американски игрален филм (драма, екшън) от 1986 г., продължение на първия филм от 1984 г. на режисьора Джон Авилдсън, по сценарий на Робърт Марк Кеймън. Музиката е композирана от Бил Конти. Във филма участват главните герои Ралф Мачио (Даниъл) и Пат Морита (Мияги). Неговите продължения са „Карате кид 3“ (1989), „Следващото карате хлапе“ (1994) и „Карате кид“ (2010).

## Дублаж
През 2010 г. филмът е дублиран в на Арс Диджитал Студио.
| Преводач            | Любен Марковски                                                          |
| Режисьор на дублажа | Венета Маринова                                                          |
| Тонрежисьор         | Борис Драганов                                                           |
| Озвучаващи артисти  | Елена Русалиева Радосвета Василева Петър Чернев Камен Асенов Илиян Пенев |

## Филми от поредицата за „Карате кид“
Поредицата „Карате кид“ включва 6 филма:
- „Карате кид“ (1984)
- „Карате кид 2“ (1986)
- „Карате кид 3“ (1989)
- „Следващото карате хлапе“ (1994)
- „Карате кид“ (2010)
- „Карате Кид: Легенди“ (2025)